# Finalen av Copa Libertadores 1984
Finalen av Copa Libertadores 1984 spelade för att kora en vinnare i tävlingen. Matcherna spelades mellan argentinska Independiente och de regerande mästerna Grêmio, där Independiente tog sin sjunde titel efter att ha vunnit med totalt 1-0.

## Tidigare finaler
| Lag           | Tidigare finaler (fet stil indikerar vinster) |
| ------------- | --------------------------------------------- |
| Independiente | 1964, 1965, 1972, 1973, 1974, 1975            |
| Grêmio        | 1983                                          |

## Finalen

### Första matchen
|  | 24 juli 1984 | Estádio Olímpico Monumental000 Porto Alegre000 |

| Grêmio | Grêmio | 0 – 1   | Independiente  | Independiente |
| Grêmio |        | (0 – 1) | Burruchaga 24′ | Independiente |
|        |        |         |                |               |

| Startelva: |           |               |  |  |
|            |           |               |  |  |
| MV         | Brasilien | Marcos        |  |  |
| F          | Brasilien | Casemiro      |  |  |
| F          | Brasilien | Baidek        |  |  |
| F          | Uruguay   | Hugo de León  |  |  |
| F          | Brasilien | Paulo Cesar   |  |  |
| MF         | Brasilien | China         |  |  |
| MF         | Brasilien | Osvaldo       |  |  |
| MF         | Brasilien | Luis Carlos   |  |  |
| A          | Brasilien | Renato Gaúcho |  |  |
| A          | Brasilien | Guilherme     |  |  |
| A          | Brasilien | Tarciso       |  |  |
|            |           |               |  |  |
|            |           |               |  |  |
|            |           |               |  |  |
|            |           |               |  |  |
|            |           |               |  |  |
|            |           |               |  |  |
|            |           |               |  |  |
|            |           |               |  |  |
|            |           |               |  |  |
|            |           |               |  |  |
|            |           |               |  |  |
|            |           |               |  |  |
|            |           |               |  |  |
|            |           |               |  |  |
| Tränare:   |           |               |  |  |
| ?          |           |               |  |  |

| Startelva:          |           |                    |  |        |
|                     |           |                    |  |        |
| MV                  | Uruguay   | Carlos Goyén       |  |        |
| F                   | Argentina | Néstor Clausen     |  |        |
| F                   | Argentina | Hugo Villaverde    |  |        |
| F                   | Argentina | Enzo Trossero      |  |        |
| F                   | Argentina | Carlos Enrique     |  |        |
| MF                  | Argentina | Ricardo Giusti     |  |        |
| MF                  | Argentina | Claudio Marangoni  |  |        |
| MF                  | Argentina | Jorge Burruchaga   |  |        |
| A                   | Argentina | Ricardo Bochini    |  |        |
| A                   | Argentina | Buffarini          |  |        |
| A                   | Argentina | Alejandro Barberón |  |        |
| Inhoppare:          |           |                    |  |        |
| A                   | Argentina | Reynoso            |  | Inbytt |
|                     |           |                    |  |        |
|                     |           |                    |  |        |
|                     |           |                    |  |        |
|                     |           |                    |  |        |
|                     |           |                    |  |        |
|                     |           |                    |  |        |
|                     |           |                    |  |        |
|                     |           |                    |  |        |
|                     |           |                    |  |        |
|                     |           |                    |  |        |
|                     |           |                    |  |        |
|                     |           |                    |  |        |
| Tränare:            |           |                    |  |        |
| José Omar Pastoriza |           |                    |  |        |

|  |  |  |

### Andra matchen
|  | 27 juli 1984 | Independiente | 0–0   | Grêmio | Estadio Libertadores de América, |            |
|  |              |               | (0–0) |        | Avellaneda                       | Avellaneda |
|  |              |               |       |        | Avellaneda                       | Avellaneda |
|  |              |               |       |        | Avellaneda                       | Avellaneda |